# A Guy Called Gerald
A Guy Called Gerald, pseudonimo di Gerald Simpson (Moss Side, 16 febbraio 1967), è un produttore discografico e disc jockey inglese.
È un punto di riferimento della scena acid house di Manchester sul finire degli anni ottanta e pezzi come Voodoo Ray gli assicurano una buona fama internazionale.

## Biografia
Gerald Simpson fu uno dei membri fondatori degli 808 State, prima di avviare il suo progetto solista come A Guy Called Gerald. Nel 1989 pubblicò con questo nome l'album Hot Lemonade per la Rham! Records, che ad oggi viene considerato uno dei primi album di techno britannica, anche se ancora risuonano nelle tracce del disco le sonorità più smaccatamente acid house di Chicago.
In seguito il progetto si orientò verso una miscela di sonorità più legate all'hip hop americano da un lato ed al synth pop britannico dall'altro, con accenni al dub giamaicano ed alle sonorità più commerciali del pop-soul. È questo il caso di album come Automanikk (Sibscape, 1990) e 28-Gun Bad Boy (Juice Box, 1993).
Fu poi con Black Secret Technology (Juicebox, 1995), oggi considerato da molti la sua opera migliore, che A Guy Called Gerald elaborò sonorità decisamente tendenti alla jungle e alla musica ambientale.

## Discografia

### Album
- Hot Lemonade (Rham! Records 1989)
- The John Peel Sessions (Strange Fruit 1989)
- Automanikk (Columbia/CBS, 1990) - UK numero 68[4]
- Hi Life, Lo Profile (Columbia/CBS, 1990—Unreleased)
- 28 Gun Bad Boy (Juice Box Records 1992)
- Black Secret Technology (Juice Box Records 1995) - UK numero 64[4]
- The John Peel Sessions - A Guy Called Gerald (Strange Fruit 1999)
- Cryogenix MP3.com 1999 (Unavailable)
- Essence (!K7 Records 2000)
- To All Things What They Need (!K7 Records 2005)
- Proto Acid - The Berlin Sessions (Laboratory Instinct 2006)
- Tronic Jazz - The Berlin Sessions (Laboratory Instinct 2010)

### Singoli / 12"
- "Voodoo Ray" Single (Rham! Records 1988) - UK numero 12[4]
- "Voodoo Ray" EP (Rham! Records 1988)
- "Voodoo Ray Remixes" (Warlock USA 1988)
- "Voodoo Ray Remixes" (Rham! Records 1988)
- "Hot Lemonade" (Rham! Records 1989)
- "Hot Lemonade Youth Remixes" (Rham! Records 1989)
- "The Peel Sessions" EP (Strange Fruit 1989)
- "Trip City" (1989)
- "FX" / "Eyes of Sorrow" (1989) - UK numero 52[4]
- "FX Mayday Mix" (CBS / Sony 1989)
- "FX Elevation Mix" (CBS / Sony 1989)
- "The Peel Sessions" EP (USA 1990)
- "Automannik (Just 4 U Gordon Mix" EP USA 1990)
- "Automannik (Bass Overload Mix" EP USA 1990)
- "Automannik (Bass Overload Mix" EP USA 1990)
- "Emotions Electric" (Juice Box Records 1990)
- "Disneyband / Anything" (Juice Box Records 1991)
- "Nowhere To Run" - Inertia (Black Out Records 1991)
- "Digital Bad Boy" (Juice Box Records 1992)
- "Cops" (Juice Box Records 1992)
- "Ses Makes You Wise" (Juice Box Records 1992)
- "The Musical Magical Midi Machine" (Juice Box Records 1992)
- "Changing" (Juice Box Records 1992)
- "I Feel The Magic" (Juice Box Records 1993)
- "Strange Love" - Ricky Rouge (Juice Box Records 1993)
- "Strange Love Remixes" - Ricky Rouge (Juice Box Records 1993)
- "When You Took My Love" - Ricky Rouge (Juice Box Records 1993)
- "De Ja Vu" - Ricky Rouge (Juice Box Records 1993)
- "Song For Every Man" - Ricky Rouge (Juice Box Records 1993)
- "Satisfaction" - Inertia (Juice Box Records 1993)
- "Fragments" - Inertia (Juice Box Records 1993)
- "Too Fucked To Dance" - Inertia (Juice Box Records 1993)
- "The Glok" (Juice Box Records 1993)
- "Nazinji-zaka" (Juice Box Records 1993)
- "Darker Than I Should Be" (Juice Box Records 1993)
- "Finley's Rainbow" (Juice Box Records 1995)
- "Finley's Rainbow Remixes" (Juice Box Records 1995)
- "So Many Dreams" (Juice Box Records 1996)
- "The Curse Of Voodoo Ray" Promo Only (Juice Box Records 1996)
- "Radar Systems" (Juice Box Records 1998)
- "Fever" (!K7 2000)
- "Humanity" (!K7 2000)
- "First Try" (!K7 2005)
- "Flo-ride" (Sugoi 2005)
- "Is Man In Danger" (Protechshon 2005)
- "Sufistifunk" (Sugoi 2006)
- "Time To Jak" (Sender 2006)
- "Proto Acid / The Berlin Sessions 1" (Laboratory Instinct 2006)
- "Proto Acid / The Berlin Sessions 2" (Laboratory Instinct 2006)
- "In Ya Head feat. Mia" (Perlon Records PERL71 2008)
- "Tronic Jazz / The Berlin Sessions 1" (Laboratory Instinct 2010)
- "Tronic Jazz / The Berlin Sessions 2" (Laboratory Instinct 2010)
- "Tronic Jazz / The Berlin Sessions 3" (Laboratory Instinct 2010)
- "Tronic Jazz / The Berlin Sessions 4" (Laboratory Instinct 2010)

### Album (collaborazioni)
- Newbuild - 808 State (Creed 1988)
- Prebuild - 808 State (Rephlex 2005)

### Singoli (collaborazioni)
- "Let Yourself Go" - 808 State (1988)
- "Dream 17" - Annette (Deconstruction 1988)
- "Massage-A-Rama" - Lounge Jays (1989)
- "Born In The North" - US (Wooden 1989)
- "Energy" - The Two G'$ (Juice Box Records 1995)
- "Black Gravity" - with Herbie Hancock / Bill Laswell (2001)